# Хати (спътник)
Вижте пояснителната страница за други значения на Хати.
Хати или Сатурн XLIII (условно означение S/2004 S 14) е естествен спътник на Сатурн. Откритието му е обявено от Скот Шепърд, Дейвид Джуит, Ян Клайн и Брайън Марсдън на 4 май 2005 от наблюдения направени между 12 декември 2004 и 11 март 2005. Хати е в диаметър около 6 км и орбитира около Сатурн на средна дистанция 20,303 млн. мили за 1080.099 дни, при инклинация 163° към еклиптиката в ретроградно направление с ексцентрицитет 0.291.
Наименована е през април 2007 на Хати, гигантски вълк от скандинавската митология, син на Фенрир и брат близнак на Скол